# Ралі (Іллінойс)
Ралі (англ. Raleigh) — селище (англ. village) в США, в окрузі Салін штату Іллінойс. Населення — 284 особи (2020).

## Географія
Ралі розташоване за координатами 37°49′28″ пн. ш. 88°31′52″ зх. д. / 37.82444° пн. ш. 88.53111° зх. д. (37.824376, -88.531206).  За даними Бюро перепису населення США в 2010 році селище мало площу 5,12 км², з яких 5,12 км² — суходіл та 0,01 км² — водойми.

## Демографія
Згідно з переписом 2010 року, у селищі мешкало 350 осіб у 148 домогосподарствах у складі 98 родин. Густота населення становила 68 осіб/км².  Було 169 помешкань (33/км²).
Расовий склад населення:
| - 99,1 % — білих - 0,6 % — корінних американців |

До двох чи більше рас належало 0,0 %. Частка іспаномовних становила 0,6 % від усіх жителів.
За віковим діапазоном населення розподілялося таким чином: 25,1 % — особи молодші 18 років, 57,2 % — особи у віці 18—64 років, 17,7 % — особи у віці 65 років та старші. Медіана віку мешканця становила 41,6 року. На 100 осіб жіночої статі у селищі припадало 86,2 чоловіків;  на 100 жінок у віці від 18 років та старших — 84,5 чоловіків також старших 18 років.
Середній дохід на одне домашнє господарство  становив 46 045 доларів США (медіана — 41 500), а середній дохід на одну сім'ю — 52 805 доларів (медіана — 46 875). За межею бідності перебувало 16,0 % осіб, у тому числі 20,0 % дітей у віці до 18 років та 0,0 % осіб у віці 65 років та старших.
Цивільне працевлаштоване населення становило 131 осіб. Основні галузі зайнятості: освіта, охорона здоров'я та соціальна допомога — 29,0 %, сільське господарство, лісництво, риболовля — 15,3 %, роздрібна торгівля — 14,5 %.